# Dubai Internet City

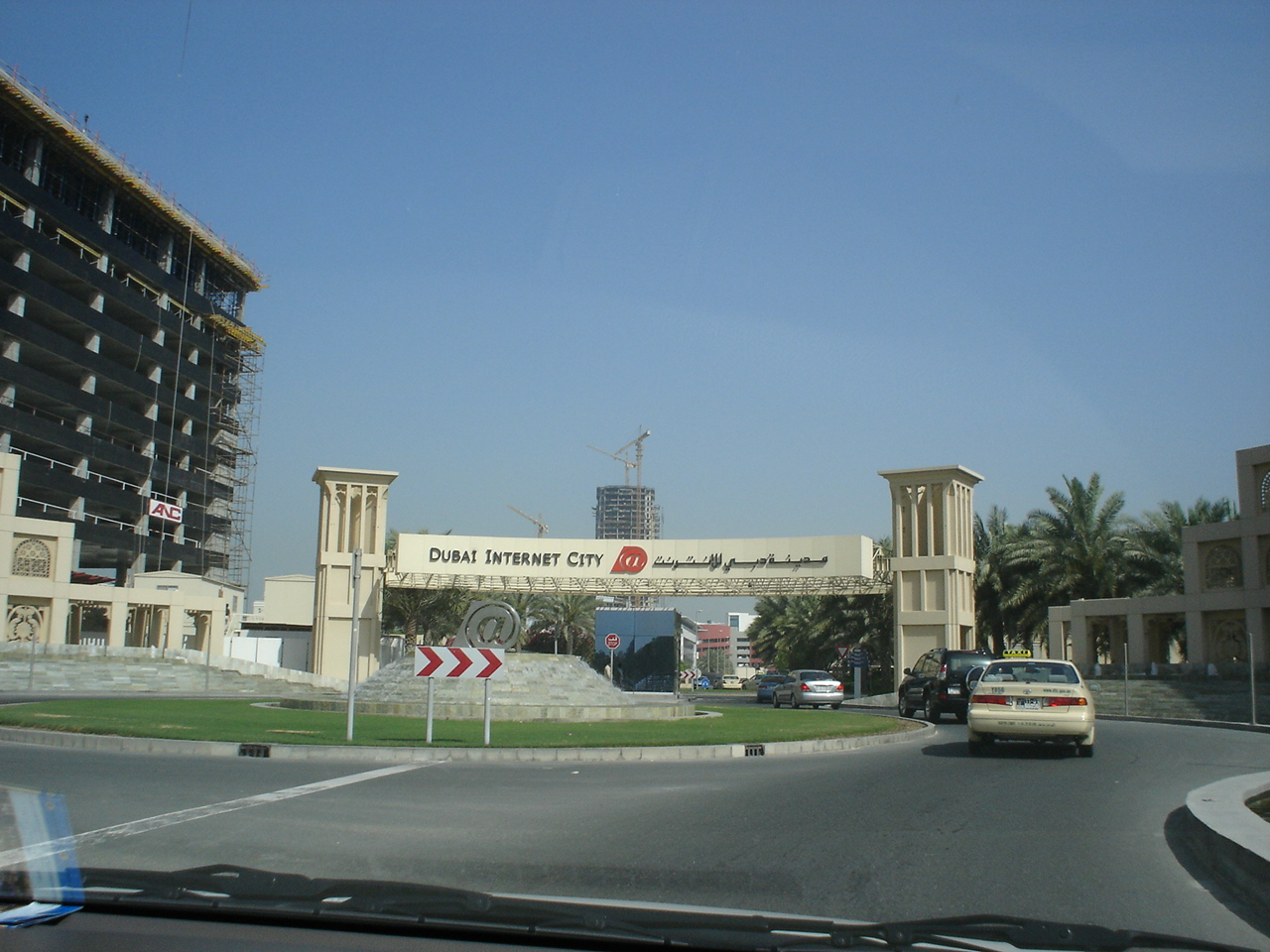
Entrada a Dubai Internet City.

Dubai Internet City o DIC (en árabe: مدينة دبي للإنترنت) es un parque tecnológico creado por el Gobierno de Dubái como una zona franca y una base estratégica para compañías que apunten a mercados emergentes locales. 
DIC está formado por más de 130.000 metros cuadrados de oficinas, desde donde operan alrededor de 850 compañías con más de 10 000 trabajadores.
Está localizada a unos 25 kilómetros del centro de Dubái. Es una localidad adyacente a Jumeirah Beach Residence.
DIC ganó el prestigioso premio "Zona económica especial del futuro del Medio Oriente" de la revista Foreign Direct Investment para los años 2006-2007.